# アラフラ海
アラフラ海（アラフラかい、英: Arafura sea）は、ニューギニア島南西岸、オーストラリア北岸、小スンダ列島・タニンバル諸島などで囲まれる海。西にティモール海、東にはオーストラリア・ニューギニア間のトレス海峡を隔てて珊瑚海、南にはカーペンタリア湾がある。大部分がサフル陸棚と呼ばれるニューギニアとオーストラリアにまたがる大陸棚の部分にあたるが、小スンダ列島南側に沿っては水深1000メートルを越える海溝が連なる。

## 概要
東西約1300キロメートル、南北約600キロメートルの海域で面積は約65万平方キロメートル。オーストラリアとアジアを結ぶ主要航路がこの海域を横断するが、珊瑚礁からなる浅瀬が多く、航行の障害となる箇所も多数ある。「アラフラ海」の名称は「自由人」を意味するポルトガル語の古語に由来。

## 特徴
海底からは白蝶貝が多く産出し、沿岸住民の重要な生業となっている。特に海域東端、トレス海峡に位置する木曜島を中心に、1931年頃から戦前までは日本人の白蝶貝採取のための潜水夫や加工のための出稼ぎも多く、最盛期では約3800トンもの白蝶貝を採取していた。戦後はインドネシアやオーストラリアなどの間で、公海と領海の範囲に関する国家間の意見の相違から漁業紛争が生じたことなどから日本企業による採取は1962年に中止された。